# Сухоносовский

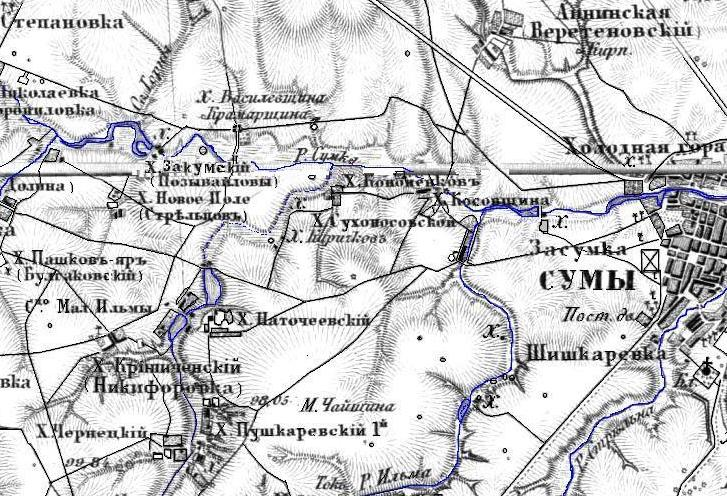
Хутор Сухоносовский на карте XIX века.

Хутор Сухоносовский на карте 1912 г.

Сухоносовский (укр. Сухоносівський), он же Диброва (укр. Діброва), — существовавшее с XIX века до начала 1920-х годов[уточнить] село (хутор) на территории нынешнего Косовщинского сельсовета Сумского района Сумской области, Украина.
В 1864 году население хутора составляло 13 человек. Насчитывалось всего 2 домовладения (двора). Название хутора происходит от фамилии пана Сухоноса владевшего им, а также Малой Косовщиной.
Сухоносовский располагался на левом берегу реки Ильма (Сухоносовка), в месте её впадения в реку Сумку.
В середине 1920-х годов хутор был объединён с селом Косовщина.